# Караси (река)
Караси (баш. Ҡараһыу) — река в России, правый приток Миасса, протекает по Чебаркульскому и Аргаяшскому районам Челябинской области. Устье реки находится в 457 км от устья Миасса. Длина реки составляет 21 км, площадь водосборного бассейна — 527 км². Истоком реки служит озеро Малое Миассово, питаемое через протоку водой в свою очередь от озера Большое Миассово. У истока реки находится деревня Верхние Караси, а у устья — Нижние Караси.

## Данные водного реестра
По данным государственного водного реестра России относится к Иртышскому бассейновому округу, водохозяйственный участок реки — Миасс от Аргазинского гидроузла до города Челябинск, речной подбассейн реки — Тобол. Речной бассейн реки — Иртыш.

## Этимология
Челябинский географ и топонимист Н. И. Шувалов происхождение топонима объясняет видоизменением башкирского топонима карасу — «река с чистой, прозрачной водой», или «речка, берущая начало из источника». Также топоним может быть связан и с древним тюркским мужским именем: Карася, Караса или Карасу.